# Батексе
Батексе (фр. Battexey) насеље је и општина у североисточној Француској у региону Лорена, у департману Вогези која припада префектури Епинал.
По подацима из 2011. године у општини је живело 32 становника, а густина насељености је износила 11,76 становника/km². Општина се простире на површини од 2,72 km². Налази се на средњој надморској висини од 280 метара (максималној 328 m, а минималној 249 m).

## Демографија
| 1962. | 1968. | 1975. | 1982. | 1990. | 1999. | 2011. |
| ----- | ----- | ----- | ----- | ----- | ----- | ----- |
| 56    | 54    | 47    | 27    | 23    | 30    | 32    |

График промене броја становника у току последњих година